# Saison 8 d'Inspecteur Barnaby
Chronologie
Saison 7 Saison 9
Cet article présente la huitième saison de la série télévisée Inspecteur Barnaby.

## Distribution
Acteurs principaux
- John Nettles : Inspecteur Tom Barnaby
- John Hopkins : Sergent Dan Scott

Acteurs récurrents
- Jane Wymark : Joyce Barnaby (épisodes 1, 2, 3, 4, 5, 6, 7, 8)
- Laura Howard : Cully Barnaby (épisodes 1, 2, 3, 4, 5, 8)
- Barry Jackson (en) : Docteur George Bullard (épisodes 1, 2, 3, 4, 5, 6, 7, 8)
- Christine Estabrook : Martha Huber

## Liste des épisodes
1. Un cri dans la nuit
2. Les Régates de la vengeance
3. Requiem pour une orchidée
4. Pari mortel
5. Double Vue
6. Le Saut de la délivrance
7. L'assassin est un fin gourmet
8. Rhapsodie macabre

### Épisode 1:Un cri dans la nuit
- Grande-Bretagne : 10 octobre 2004
- France :

- Dearbhla Molloy (Elizabeth Key)
- Mary Jo Randle (Janet Pennyman)
- Liza Sadovy (Rosetta Price)
- Jonathan Slinger (Thomas Marr)
- Cathryn Bradshaw (Anne Marr)
- Philip Martin Brown (John Whittle)
- Garry Cooper (James Griss)
- Julian Curry (Ronald Burgess)
- Linda Spurrier (Sylvia Burgess)
- Kathryn Pogson (Eve Whittle)
- Victoria Lennox (Woman in audience)
- Alex Belcourt (WPS Julie)

Le meurtre de Patrick Pennyman emmène l'Inspecteur Barnaby et le Sergent Scott dans le petit village de Fletcher's Cross. Les habitants sont divisés entre le vrai et le faux par les séances de spiritisme de la médium Rosetta Price.
Lieux de tournage
- Chesham (Buckinghamshire)
- Dorchester (Oxfordshire)
- Haddenham (Buckinghamshire)
- Long Crendon (Buckinghamshire)
- Nether Winchendon (Buckinghamshire)
- Thame (Oxfordshire)
- Quainton (Buckinghamshire)

### Épisode 2:Les Régates de la vengeance
- Grande-Bretagne : 17 octobre 2004
- France :

- Adrian Lukis (Philip Trent)
- William Scott-Masson (John Parkway)
- Benedick Blythe (Guy Sweetman)
- Diana Quick (Clare Bonavita)
- Clemmie Burton-Hill (Hettie Trent)
- Mark Frost (Vic Lynton)
- Owain Yeoman (Henry Charlton)
- Sean Baker (Ivan Hawkins)
- Janet Brown (Mrs Sharp)
- Jack Klaff (Freddie Bonavita)
- Joe Armstrong (David Cooke)
- Christopher Mellows (Mr Stevens)
- Sandra Duncan (Mrs Stevens)
- Emma Amos (Sandra Tate)
- Sir Steve Redgrave (Scout)

La régate annuelle de Midsomer, une compétition de rameurs sur la Tamise, est interrompue brutalement par la découverte dans l'eau du corps du président du Midsomer Rowing Club, Guy Sweetman. Ce dernier venait d'avoir une dispute avec ses deux amis : Phillip Trent et John Parkway.
Lieux de tournage
- Aston (Oxfordshire)
- Beaconsfield (Buckinghamshire)
- Dorchester (Oxfordshire)
- Frieth (Buckinghamshire)
- Henley-on-Thames (Oxfordshire)
- Maidenhead (Berkshire)
- Moulsford (Oxfordshire)
- Thame (Oxfordshire)

### Épisode 3:Requiem pour une orchidée
- Grande-Bretagne : 9 janvier 2005
- France :

- Marty Cruickshank (Madeline Villiers)
- Stuart Ong (Jimmy Fong)
- Harriet Walter (Margaret Winstanley)
- Richard Atlee (Henry Plummer)
- Amanda Harris (Deborah Plummer)
- John Nettleton (Munro Hilliard)
- Helen Ryan (Mrs Hilliard)
- Richard Simpson (Feather)
- Geoffrey Streatfeild (Jonathan Makepeace)
- Matt Bardock (Harry Rose)
- Geoffrey Chater (Brother Robert)
- Anthony Smee (Captain Tucker)
- Victoria Lennox (Mrs Maitland)
- Timothy Bateson (Mr Jocelyn)
- Chooi Beh (Wey Tu Ho)
- Mo Zainal (Boy)
- Christine Estabrook (Martha Huber)

Tom Barnaby et sa femme participent bénévolement à une exposition florale à Midsomer Malham, village qui compte un certain nombre de passionnés d’orchidées. Le vainqueur du prix de la plus belle orchidée réveille beaucoup de jalousies dans le milieu des collectionneurs.
Lieux de tournage
- Chenies (Buckinghamshire)
- Greys Court, Henley-on-Thames (Oxfordshire)
- Haddenham (Buckinghamshire)
- Jardin botanique d'Oxford (Oxfordshire)
- Stoke Talmage (Buckinghamshire)
- Watlington (Oxfordshire)

### Épisode 4:Pari mortel
- Grande-Bretagne : 16 janvier 2005
- France :

- Caroline Blakiston (Angela Hartley)
- Philip McGough (Geoffrey Bantling)
- Simon Kunz (Bruce Hartley)
- Anna Wilson-Jones (Marianna Hartley)
- Barnaby Kay (Dr John Osgood)
- Charlie Condou (Jake Foley)
- Julia Ford (Joanna Craxton)
- Shane Attwool (Ray Craxton)
- Thomas Grant (Peter Craxton)
- Geoffrey Freshwater (Sam Tate)
- Richard O'Callaghan (Trevor Machin)
- Hugh Dickson (Maj Dickson)
- Paul Viragh (Vicar)
- Stewart Harwood (Bookie)

L'entraîneur de chevaux de courses, Bruce Hartley, est trouvé battu à mort avec un marteau de forge après la réunion de course de Causton Gold Cup. Bruce, qui était alcoolique, avait menacé d'indiquer la raison pour laquelle son père avait légué le cheval de course Bantling Boy à quatre villageois de Midsomer. Ceux-ci sont immédiatement soupçonnés ainsi que l'homme d'affaires Sam Tate qui avait proposé une grosse somme pour acquérir Bantling Boy.
Lieux de tournage
- Dorney Court (Berkshire)
- Lee Gate (Buckinghamshire)
- Loosley Row (Buckinghamshire)
- Windsor Racecourse (Berkshire)

### Épisode 5:Double Vue
- Grande-Bretagne : 23 janvier 2005
- France :

- Owen Teale (Little Mal Kirby)
- Will Keen (Preaching Pete)
- Joe Anderson (Max Ransom)
- Geoffrey Whitehead (Dr Gregory Ransom)
- Tom Frederic (Ben Kirkby)
- Bill Stewart (Lucky Lol Tanner)
- Wanda Ventham (Romany Rose)
- Sean Chapman (Jimmy Kirby)
- Alexandra Moen (Emma Ransom, épouse Kirby)
- James Hoare (John Ransom)

Après avoir été expulsé du pub à la suite d'une soirée trop arrosée, John Ransom est trouvé mort à Midsomer Mere, sa tête couverte de marques de brûlures. La mort semble avoir été due à un électrochoc. Durant leur enquête, l'Inspecteur Barnaby et le Sergent Scott sont confrontés à d'étranges villageois semblant être capables de prédire l’avenir. Don de Dieu ou resultat d’expériences ?
Lieux de tournage
- Cookham (Berkshire)
- Ipsden (Oxfordshire)
- Long Crendon (Buckinghamshire)
- Penn Street (Buckinghamshire)
- Twyford (Berkshire)
- Warborough (Oxfordshire)
- Worminghall (Oxfordshire)

### Épisode 6:Le Saut de la délivrance
- Grande-Bretagne : 13 mars 2005
- France :

- Lucy Russell (Felicity Turner)
- James Weber Brown (Nick Turner)
- Nancy Carroll (British actress) (en) (Antonia Wilmot)
- Oliver Ford Davies (Otto Benham)
- Sara Kestelman (Bernie Benham)
- Robert Daws (Mike Spicer)
- Matthew Flynn (Jack Wilmot)
- Rebecca Charles (Jane Hampton)
- Simon Armstrong (Viv Marshall)
- Caroline Laskowska (Zara)
- Ian Talbot (George)
- Philip Bird (Jeff Martin)
- Robin Soans (Mr Perkins)
- Charles Millham (Peter Blagdon)
- Eileen Davies (Estate agent)
- David Hampshire (Cabbie)
- Nicky Lilley (Princess Diana)
- Christine Estabrook (Martha Huber)

Lieux de tournage
- Beaconsfield (Buckinghamshire)
- Farnham Royal (Buckinghamshire)
- Little Haseley (Oxfordshire)
- Little Milton (Oxfordshire)

### Épisode 7:L'assassin est un fin gourmet
- Grande-Bretagne : 3 avril 2005
- France :

- Annette Crosbie (Amelia Plummer)
- John Quayle (Mr Judd)
- Jasper Britton (Anselm Plummer)
- Rod Hallett (Dexter Lockwood)
- David Ross (Sam Hardwick)
- Lizzy McInnerny (Caroline Plummer)
- James Fleet (Ralph Plummer)
- Ann Beach (Sonia Hardwick)
- Geraldine Alexander (Helen Plummer)
- Benedict Sandiford (Alan Hardwick)
- Tom Bowles (Milner)
- Steve Speirs (Keith Carter)
- Pauline Whitaker (Jackie Carter)
- Karl Johnson (en) (Derek Lockwood)
- David Driver (Driver)
- Vivienne Ritchie (Dr Stannard)
- Lucy-Ann Holmes (Factory worker)
- Christine Estabrook (Martha Huber)

Une visite guidée dans la fameuse usine de condiments Plummer se termine tragiquement avec la mort d'un visiteur, retrouvé nu dans le stérilisateur. L'homme se trouve être Dexter Lockwood, un responsable commercial de la compagnie rivale, Fieldway Foods.
Lieux de tournage
- Amersham (Buckinghamshire)
- Little Marlow (Buckinghamshire)
- Marlow (Buckinghamshire)
- Tiptree (Essex)

### Épisode 8:Rhapsodie macabre
- Grande-Bretagne : 2 octobre 2005
- France :

- June Whitfield (Peggy Alder)
- Trevor Peacock (Charlie Speight)
- Belinda Sinclair (Melody Thorpe)
- David Lyon (Alan Thorpe)
- Nicholas Amer (Arthur Leggott)
- David Burke (John Farrow / Hedge)
- Frank Middlemass (Noah Farrow)
- Oliver Cotton (en) (Michael Maybury)
- Clare Higgins (Laura Crawford)
- Christopher Benjamin (Harvey Crane)
- Stephen Boxer (Owen Swinscoe)
- Richard Vanstone (Joe Smeeton)
- Julia Deakin (Valerie Smeeton)
- Tom Ellis (Lee Smeeton)
- Kate Fleetwood (Sarah Douglas)
- Malcolm Raeburn (Auctioneer)
- Christine Estabrook (Martha Huber)

Arthur Leggott, professeur de musique retraité, est retrouvé battu à mort dans sa maison qui était mise en vente avec tous ses biens. Il était connu pour avoir enseigné la musique à Joan Alder, une compositrice, célèbre notamment pour sa "Midsomer Rhapsody", décédée accidentellement 20 ans auparavant.
Lieux de tournage
- Beaconsfield (Buckinghamshire)
- Islip (Oxfordshire)
- Great Haseley (Oxfordshire)
- Little Haseley (Oxfordshire)
- Swallowfield (Berkshire)
- Watlington (Oxfordshire)